# Papiliotrema bandonii
Papiliotrema bandonii är en svampart som beskrevs av J.P. Samp., Gadanho, M. Weiss & R. Bauer 2002. Papiliotrema bandonii ingår i släktet Papiliotrema och familjen Tremellaceae.   Inga underarter finns listade i Catalogue of Life.